# Marticorenia
Marticorenia es un género  de arbusto perennifolio de la familia Asteraceae. Su única especie, Marticorenia foliosa, es originaria de Chile donde se encuentra a una altitud de 2700 a 3300 metros en la Región Metropolitana de Santiago.

## Taxonomía
Marticorenia foliosa fue descrita por (Phil.) Crisci y publicado en Journal of the Arnold Arboretum 55(1): 40. 1974.
Sinonimia
- Lasiorrhiza foliosa (Phil.) Kuntze
- Leuceria foliosa Phil. basónimo[4]